# Greta Garbo
Pour les articles homonymes, voir Greta et Garbo.
Greta Lovisa Gustafsson, dite Greta Garbo /ˈɡrêːta ˈɡǎrːbʊ/  est une actrice suédoise naturalisée américaine, née le 18 septembre 1905 à Stockholm et morte le 15 avril 1990 à New York.
D'origine modeste, son père étant balayeur de rue à Stockholm, elle quitte l'école en 1920 pour des raisons financières et devient savonneuse chez un barbier, puis vendeuse dans un grand magasin. Elle pose alors comme modèle pour le catalogue de ce magasin et joue dans des films publicitaires, produits par ce grand magasin, jusqu'à sa démission, « pour faire des films » et son inscription au Conservatoire royal d'Art dramatique de Suède. Elle fait, à cette occasion, la rencontre de Mauritz Stiller, à la recherche de jeunes comédiennes pour son prochain film et qui devient son mentor.
En 1923, elle prend pour nom de scène Garbo, multiplie les rôles au théâtre et tourne avec Stiller la Légende de Gösta Berling, qui sort en 1924. Elle est alors repérée par le réalisateur autrichien Georg Wilhelm Pabst qui l'emploie dans la Rue sans joie en 1925, tourné à Berlin. Grâce à son mentor qui négocie son propre contrat hollywoodien en mettant l'engagement de Garbo dans la balance, l'actrice est employée par la firme de Louis B. Mayer, la toute jeune Metro-Goldwyn-Mayer cette même année.
Le départ de Greta Garbo pour Hollywood va donner naissance à l'un des plus grands mythes cinématographiques, lié au jeu particulier de l'actrice, à son alchimie puissante avec ses partenaires (dont John Gilbert), à sa personnalité énigmatique aux mille facettes et à ses exigences sans cesse renouvelées vis-à-vis des studios (refus assez rapide des interviews, pas de présence de l'actrice aux « premières », horaires de tournage fixes, plateaux non accessibles pour qui n'est pas membre de l'équipe du film en cours, etc.), qui feront couler beaucoup d'encre.
Si Greta Garbo tourne beaucoup de mélodrames comme la Tentatrice en 1926, Anna Karénine en 1927 (puis en 1935), Intrigues en 1928 ou encore Romance en 1930, elle passe aussi avec succès le cap du cinéma parlant la même année avec Anna Christie, s'essaie aussi au film d'espionnage avec la Belle Ténébreuse en 1928 ou Mata Hari en 1931, au film historique avec la Reine Christine en 1933 ou Marie Walewska en 1937, ou encore à la comédie avec Ninotchka en 1939.
Surnommée « la Divine », elle tourne son dernier film en 1941. Elle se retire alors de la vie publique jusqu'à la fin de sa vie, refusant toute interview, ce qui contribue un peu plus à édifier son mythe. Le réalisateur Federico Fellini dit d'elle qu'« elle fut la fondatrice d'un ordre religieux appelé cinéma ».
En 1999, Greta Garbo est classée à la cinquième place dans le classement AFI's 100 Years... 100 Stars établi par l'American Film Institute. Lauréate d'un Oscar d'honneur en 1955, trois de ses films américains sont inscrits au National Film Registry.

## Biographie

### Enfance
Greta Gustafsson est la benjamine de Karl Alfred Gustafsson (1871–1920), ouvrier journalier, et d'Anna Lovisa Johansson (1872–1944), couturière. Elle naît en 1905 au 32 de la rue Blekingegatan à Stockholm dans un quartier ouvrier. Sa maison natale a aujourd'hui disparu. Elle grandit avec sa sœur, Alva, et son frère, Sven, dans un contexte de grande pauvreté, leurs parents étant des personnes de condition modeste dans la Suède pauvre du début du XXe siècle.
Elle va à l'école de 1912 à 1920, puis la quitte à 14 ans, à la mort de son père, pour commencer à travailler. Elle travaille d'abord comme apprentie-barbier, puis se fait embaucher par une relation de sa sœur au rayon bonneterie d'un grand magasin PUB. Là, promue modèle pour chapeau, elle joue dans un film publicitaire pour la marque, aujourd'hui conservé aux Archives historiques du cinéma suédois. Après un autre spot publicitaire, elle est recrutée par Erick Petschler pour un rôle dans une de ses comédies.

### Formation
En 1922, elle entre à l'Académie royale d'art dramatique de Stockholm — le Dramaten — et y étudie jusqu'en 1924. Elle y rencontre le réalisateur suédois Mauritz Stiller qui la repère, lui enseigne les techniques cinématographiques et lui confie un rôle majeur dans son film La Saga de Gösta Berling, d'après Selma Lagerlöf en 1924. C'est à cette occasion que son mentor lui donne son nom de scène : Greta Garbo, garbo voulant dire en espagnol « la classe, l'élégance ».

### De Garbo à La Divine: les années hollywoodiennes

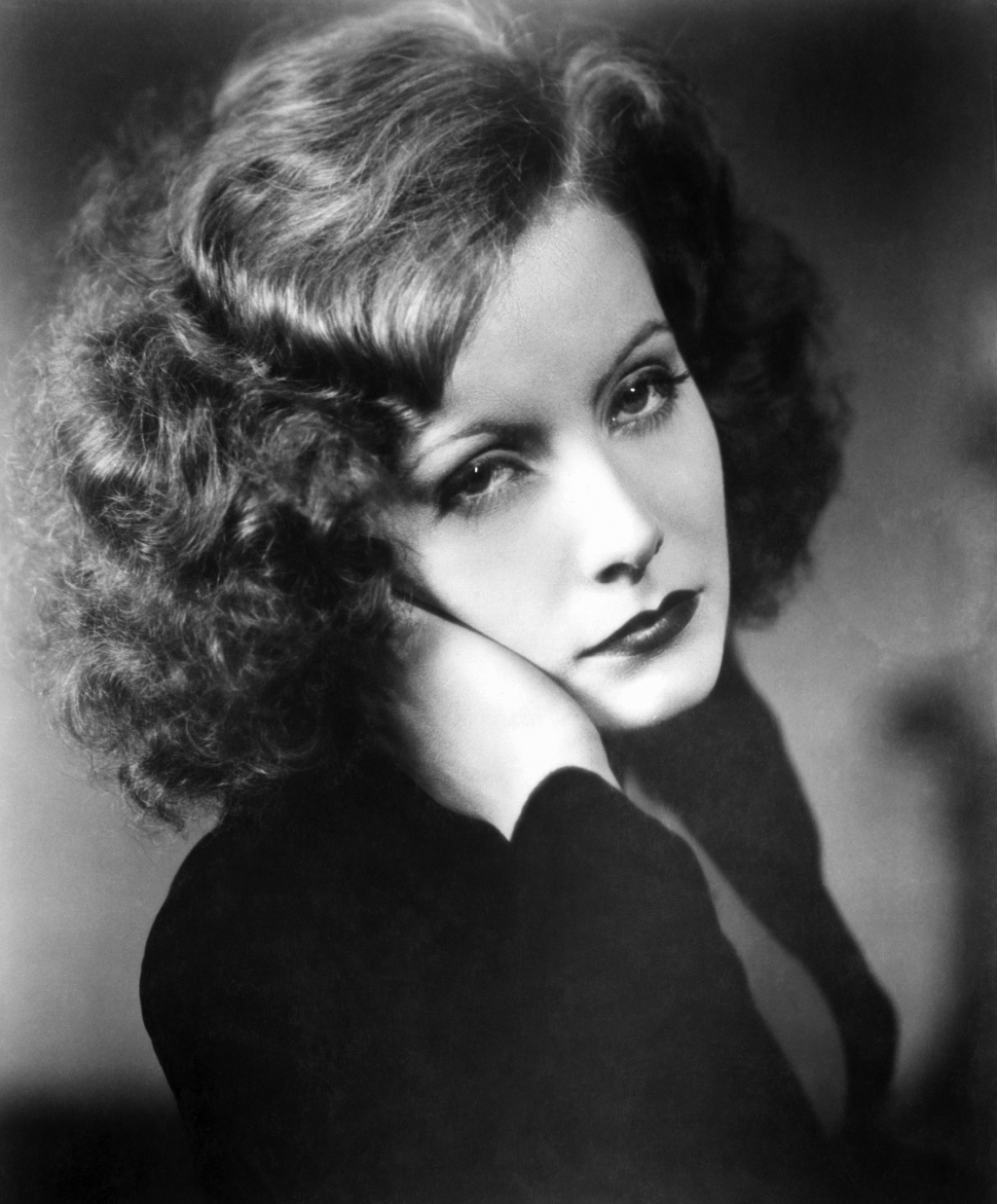
Greta Garbo en 1928, photographiée par Ruth Harriet Louise.

Lorsque Garbo arrive à Hollywood, sa carrière prend un tournant inattendu ; elle n'a rien d'une « femme fatale » — Louis B. Mayer la surnommait alors « la grosse vache nordique » — mais Arnold Genthe, un photographe de Vanity Fair, décèle son important potentiel. Elle suit un régime amaigrissant et modifie son apparence : cheveux coupés, lissés, front dégagé, sourcils redessinés, regard mis en valeur.
Ses premières apparitions dans des films muets, tels Le Torrent (The Torrent) en 1926, La Tentatrice (The Temptress) en 1926, La Chair et le Diable (Flesh and the Devil) en 1927 ou Anna Karénine (Love) en 1928, la propulsent en haut de l'affiche. Le renouvellement de son contrat est l'occasion d'un long bras de fer avec Louis B. Mayer et aboutit à ce qu'elle devienne l'actrice la mieux payée d'Amérique (250 000 $ par film).
C'est dans ces premières années qu'elle rencontre John Gilbert, star du cinéma muet, avec qui elle poursuit une relation qui défraye la chronique. La légende veut qu'elle l'ait quitté devant l'autel, ayant changé d'avis quant à leur mariage, mais c'est la MGM qui a utilisé abondamment les scènes d'amour interprétées avec John Gilbert pour alimenter les magazines à scandale.

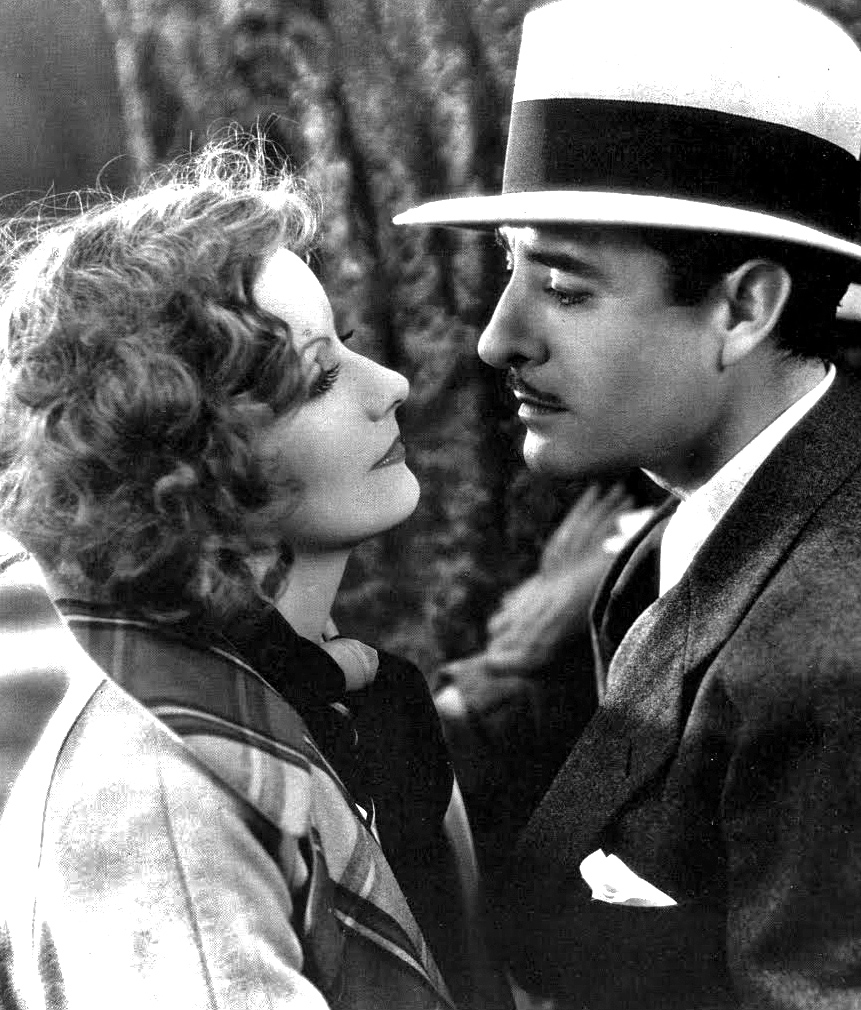
Avec John Gilbert en 1929.

Sa carrière, contrairement à celle de beaucoup d'autres, ne s'arrête pas avec la fin du cinéma muet. Greta Garbo a été l'une des rares stars hollywoodiennes à franchir le cap du cinéma parlant. C'est dans Anna Christie, en 1930, que le public entend pour la première fois sa voix grave et sensuelle, teintée d'un léger accent suédois. Le film d'ailleurs promu avec le slogan « Garbo parle » (« Garbo Talks ») est un véritable succès, bien que Garbo ne soit pas convaincue de sa propre performance. Par contre John Gilbert, dont la popularité baisse, ne réussit pas la transition vers le cinéma parlant et sa carrière s'arrête dans les années 1930.
À partir de cette époque, on lui compose un nouveau personnage solitaire, énigmatique. Elle devient grave, tantôt mutine, tantôt craintive, parfois intellectuelle. Elle n'assiste qu'aux premières, n'accorde plus que de rares interviews, voyage sous un nom d'emprunt. Elle arrête aussi les nombreuses séances de photos d'extérieur et ne fait plus que des portraits d'art, réalisés en studio par deux portraitistes attitrés — Ruth Harriet Louise jusqu'en 1929, puis Clarence Bull — et destinés à n'être reproduits qu'en petit format pour être envoyés aux admirateurs. Même pour la promotion des films, elle n'accorde plus qu'une unique séance de pose de dix heures maximum avec 150 photos par séance. Son costumier attitré Adrian crée pour elle le « style noble » glamour avec des velours, des lignes hiératiques et des proportions inhabituelles. Devant le succès grandissant de la star, la Paramount, studio concurrent, se met en tête de trouver « sa » Garbo : ce sera Marlène Dietrich.
Garbo, si quelque chose lui déplait lorsqu'elle tourne, déclare vouloir rentrer en Suède (« I want to go home »), ce chantage lui vaut d'avoir tous ses vœux exaucés par ses employeurs. Garbo est connue pour ne tourner qu'à studio fermé, refusant les visiteurs lorsqu'elle joue. Son apparition dans Mata Hari, en 1931, la consacre séductrice, la censure s'offusque même du costume suggestif qu'elle porte sur l'affiche. Elle partage ensuite, en 1932, avec Joan Crawford et les frères Barrymore (Lionel et John) l'affiche et la vedette dans Grand Hotel.

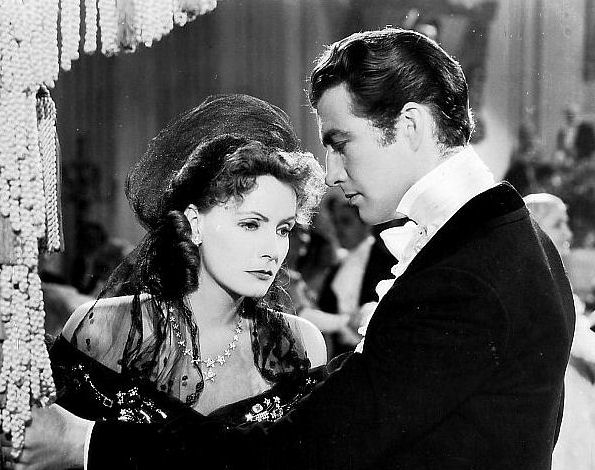
Avec Robert Taylor dans Le Roman de Marguerite Gautier (1936).

Elle se fâche avec la MGM en 1932 et disparaît des écrans pendant presque deux ans. La réconciliation lui donne un contrôle total sur les films qu'elle tourne, et lui permet de faire remplacer Laurence Olivier par John Gilbert pour le tournage de La Reine Christine en 1933. David O. Selznick la presse de jouer le rôle de l'héritière mourante dans Dark Victory en 1935, mais elle préfère tourner une nouvelle version d’Anna Karénine.

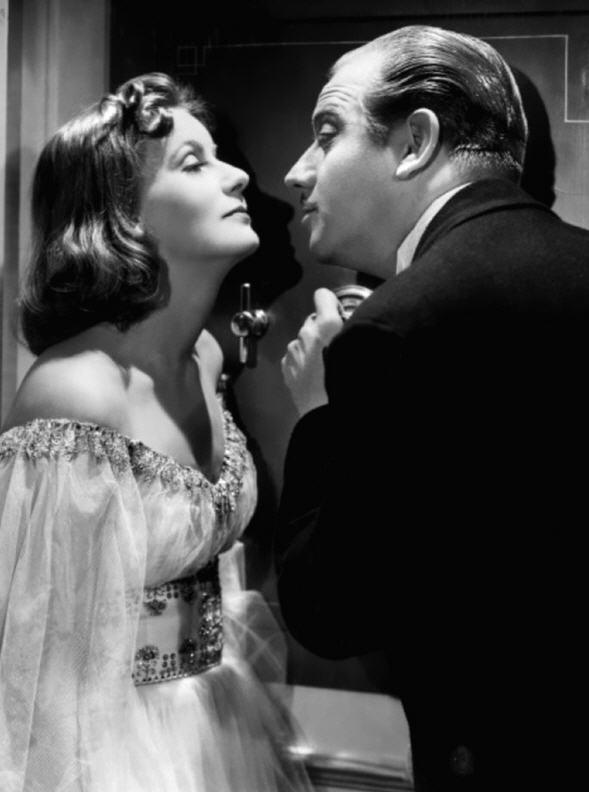
Avec Melvyn Douglas dans Ninotchka (1939).

Son interprétation de La Dame aux camélias dans Le Roman de Marguerite Gautier (Camille) en 1937 est considérée comme la meilleure de tous les temps, et aussi la seule de ses interprétations trouvant grâce à ses yeux. Après tant de tragédies, elle tourne enfin, avec Melvyn Douglas, la comédie Ninotchka en 1939. Le film est lancé avec le slogan « Garbo rit ! » (« Garbo laughs! »), en référence à la scène dans un bistrot parisien où l'héroïne éclate de rire, une première dans sa carrière.
Greta Garbo est l'une des stars les plus adulées des années 1920 et 1930, mais aussi l'une des plus secrètes. Fuyant la publicité et les ragots, elle rend célèbre l'une de ses tirades de Grand Hotel même dans sa vie publique : « Je veux qu'on me laisse tranquille » (« I want to be let alone »). Elle n'accordait ni autographe, ni interview, sauf au tout début de sa carrière, n'assistait à aucune première et ne répondait pas à ses fans. Cette prédilection pour le secret ne fit que confirmer le surnom qu'elle garda toute sa vie, « La Divine » : belle, lointaine et inaccessible.
Après l'échec relatif de son dernier film, La Femme aux deux visages (Two Faced Woman) en 1941, Garbo met un terme à sa carrière, au faîte de sa gloire.
D'après Albert Lewin, elle aurait souhaité interpréter Dorian Gray dans le film Le Portrait de Dorian Gray en 1945 mais, pour des problèmes de censure, la chose ne se fit pas. Alfred Hitchcock pensa que la mise en production de son film le Procès Paradine, en 1947, allait être le moyen de son retour sur les écrans, mais sans succès.

### Pendant la guerre
Détail peu connu de sa carrière à Hollywood, Greta Garbo a fait partie des acteurs qui ont travaillé pour l'OSS, les services secrets des États-Unis pendant la Seconde Guerre mondiale avant la création de la CIA, comme Cary Grant et Marlène Dietrich, chargés d'espionner les acteurs pro-nazis. Greta Garbo a permis de sauver l'un de ses amis, Niels Bohr. Le physicien, persécuté en Europe pendant la guerre par les nazis parce que Juif, se réfugie en Suède par le statut de réfugié politique que lui assure le roi de Suède Gustave V à la suite de l'intervention de Greta Garbo, amie du roi. Niels Bohr quitte ensuite la Suède vers les États-Unis encore grâce à Greta Garbo. Niels Bohr aura ainsi l'occasion de participer au projet Manhattan.
Greta Garbo intervient aussi auprès du roi, pour aider plus de 8 000 Juifs du Danemark à se réfugier en Suède. 95 % de la population juive du Danemark a été ainsi sauvée grâce à elle[réf. nécessaire][source insuffisante].
En 1949, le réalisateur Max Ophüls lui propose de tourner un film en couleur adapté de Balzac, La Duchesse de Langeais. Des essais avec l'actrice sont d'ailleurs tournés. Pour des raisons budgétaires, le producteur italien se retire du projet qui échoue.

### Retraite et disparition

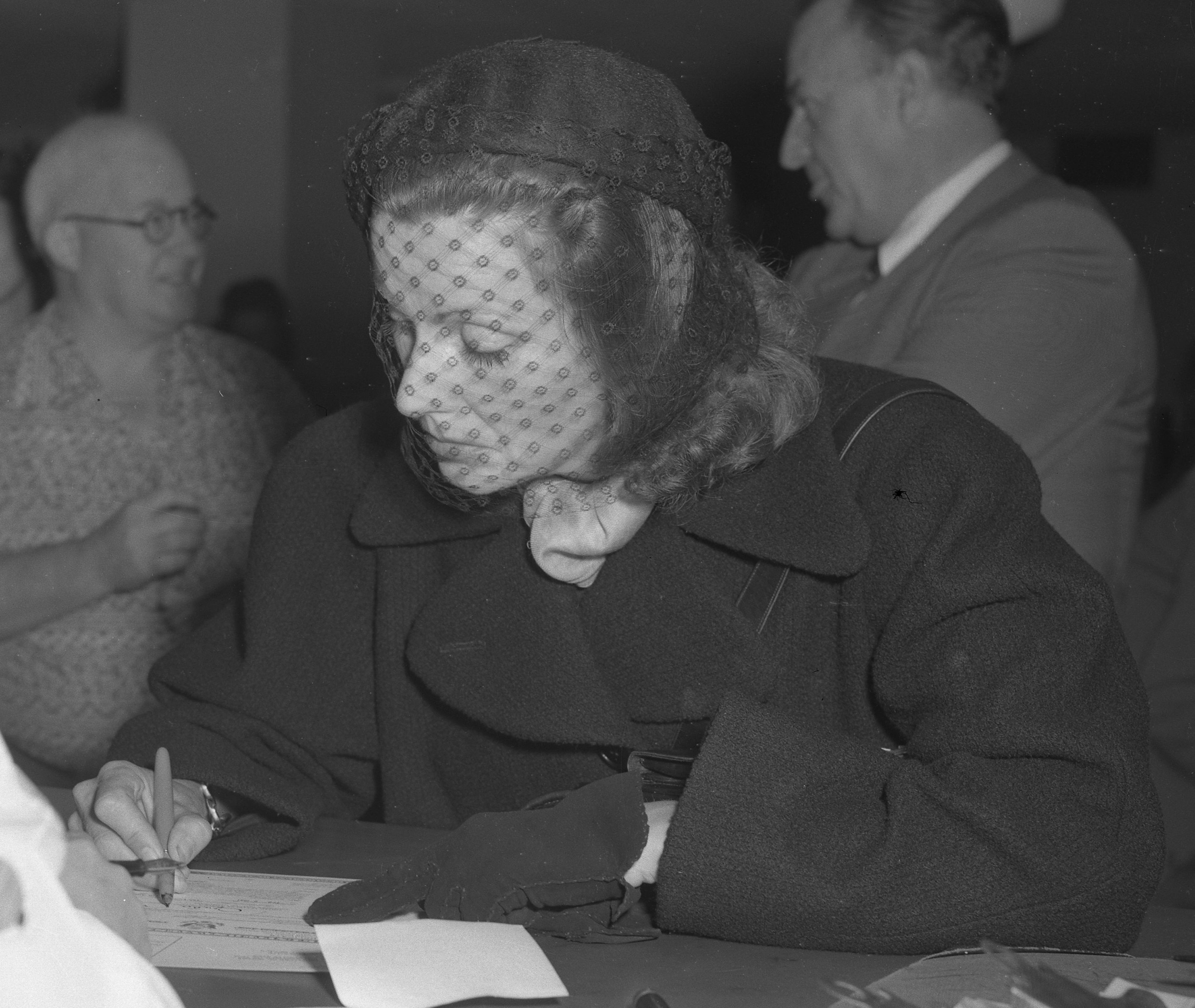
Greta Garbo remplissant ses formulaires de citoyenneté américaine en 1950.

De son propre aveu, Greta Garbo pensait que le monde avait été bouleversé par la Seconde Guerre mondiale, peut-être pour toujours. Ses films, pensait-elle, avaient leur propre place dans l'Histoire et gagneraient en valeur.
Elle prend la citoyenneté américaine en 1951. Elle achète un appartement à New York dans les années 1950 où elle vit jusqu'à la fin de ses jours, évitant autant que possible les médias. Séparée du monde hollywoodien, elle refusera catégoriquement de paraître en public, mais sera connue pour ses promenades dans les rues de New York affublée de grandes lunettes noires.
Elle est restée cependant amie avec de nombreuses célébrités, et on l'a vue souvent en compagnie d'Aristote Onassis, Cecil Beaton ou Cécile de Rothschild, tout en défendant cependant jalousement sa vie privée.

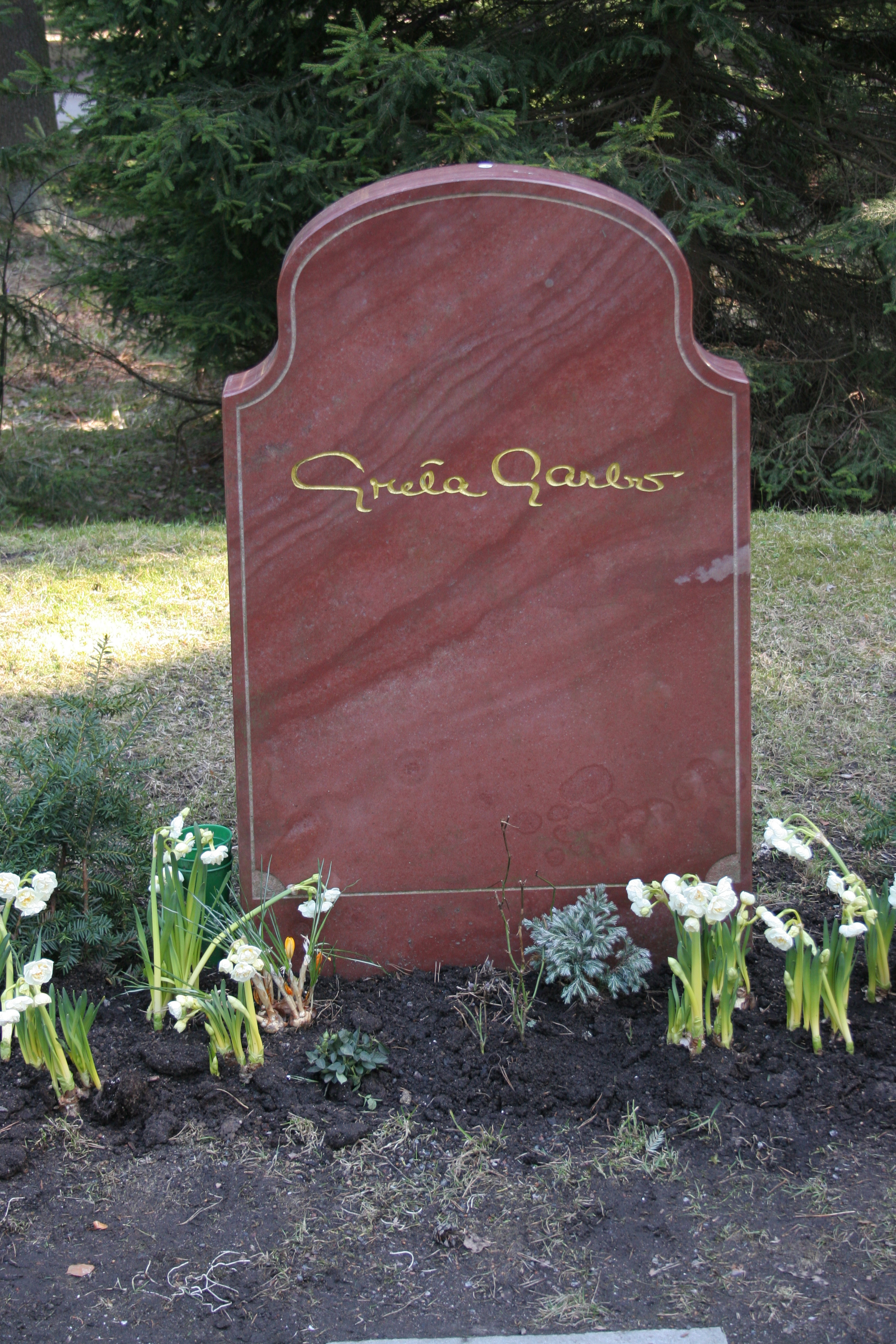
Tombe de Greta Garbo à Stockholm.

En 1984, elle est traitée avec succès d'un cancer du sein, mais elle meurt à New York, en 1990, à l'âge de 84 ans, des suites d'une insuffisance rénale terminale et d'une pneumonie. Sa dépouille est incinérée et ses cendres enterrées au cimetière Skogskyrkogården à Stockholm.

### Vie privée
Greta Garbo ne s'est jamais mariée. Elle a gardé sa vie privée hors des feux de la rampe. « I want to be alone » (« Je veux être seule »), l'une de ses tirades les plus célèbres à l'écran, dans Grand Hotel, lui a été faussement attribuée à la ville. Garbo rectifia cependant après le film, arguant qu'elle n'avait jamais dit qu'elle voulait être seule, mais qu'elle voulait qu'on la laisse tranquille (« I never said, 'I want to be alone.' I only said, 'I want to be let alone.' There is all the difference. »).
La publication de sa correspondance privée a été autorisée en Suède en 2005 pour marquer le centenaire de sa naissance.
Greta Garbo était bisexuelle, et s'est engagée dans de notables relations amoureuses avec des hommes et des femmes. Elle aurait eu tendance à préférer les femmes, et à se désintéresser de la sexualité en mûrissant. Greta Garbo entretient une relation étroite avec l'actrice suédoise Mimi Pollak : après le départ de Greta Garbo à Hollywood en 1922, leur échange épistolaire dure 60 ans. À la naissance du fils de Mimi Pollak dans les années 1930, elle expédie à celle-ci ce télégramme : « Incredibly proud to be a father » (« Incroyablement fière d'être père »).
Sa liaison hétérosexuelle la plus connue fut avec l'acteur John Gilbert. Lorsqu'ils se partagèrent le premier rôle pour la première fois dans La Chair et le Diable (Flesh and the Devil), sorti en 1926, leur « intensité érotique » fut perceptible à l'écran. Elle ne se présente pas à la cérémonie qui doit l'unir à John Gilbert,. Il est dit que Gilbert demanda Greta Garbo en mariage trois fois et qu'il ne fut pas le seul. L'éditeur suédois Lars Saxon l'aurait aussi demandée en mariage, mais lui reçut une lettre qui confirmait que Garbo « resterait toute sa vie célibataire. Le mot « épouse » est tellement laid » (« I will probably remain a bachelor all my life. “Wife” is such an ugly word. »).
Elle fut également la maîtresse du chef d'orchestre Leopold Stokowski qui avait quitté pour elle son épouse Olga Samaroff. Malgré certaines rumeurs, il ne fut pas question de mariage entre eux.
La femme de lettres Mercedes de Acosta, dont la correspondance avec Greta Garbo fut publiée en 2000, dit avoir eu une longue relation avec elle.

## Filmographie

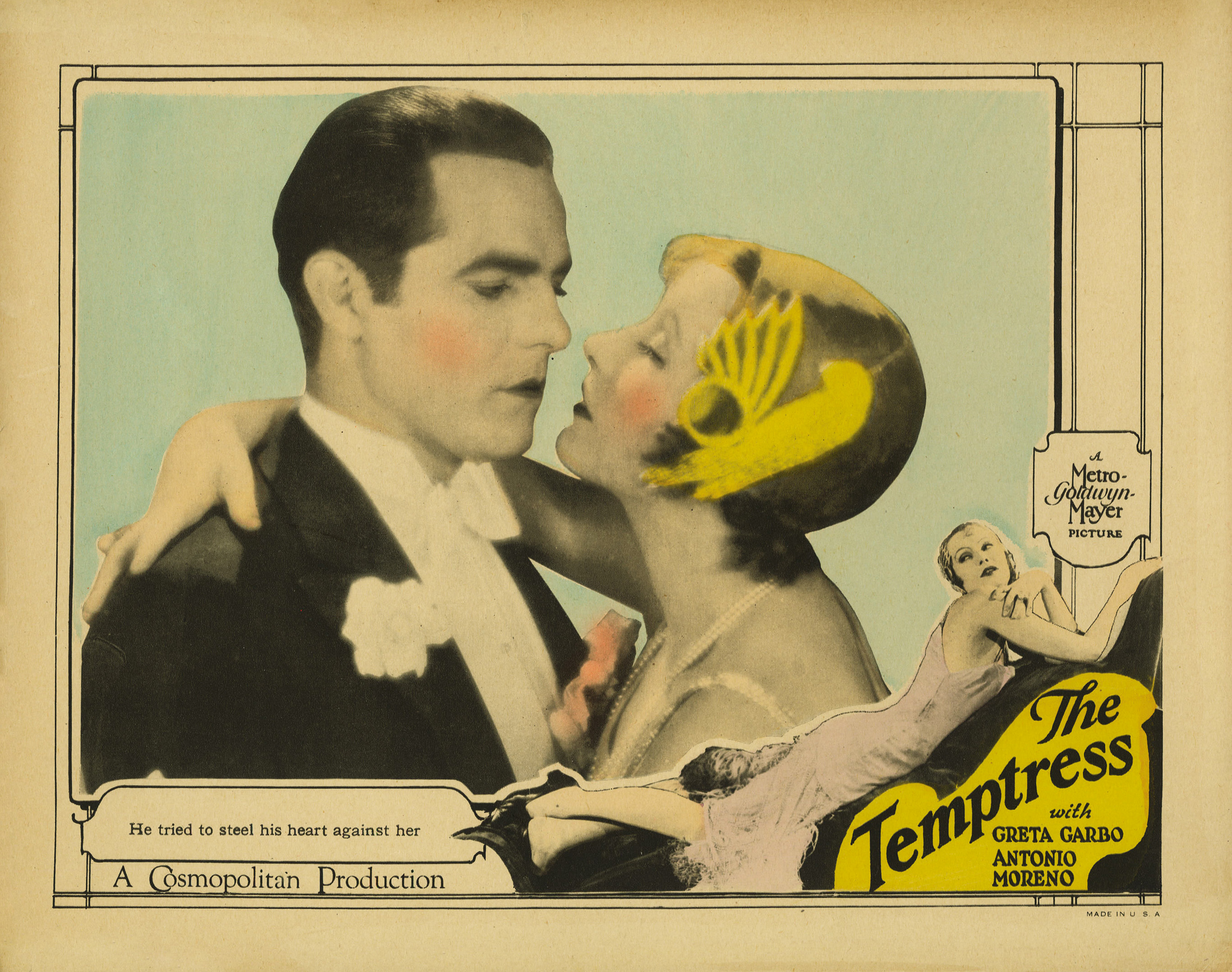
La Tentatrice (1926).

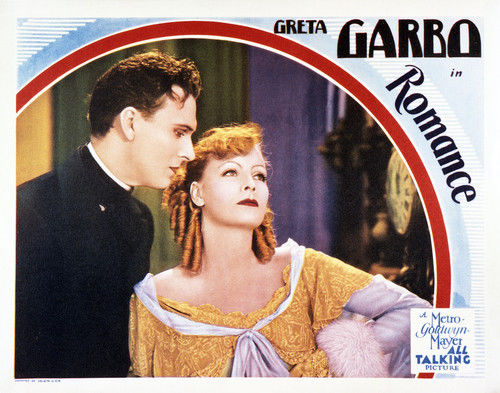
Romance (1930).

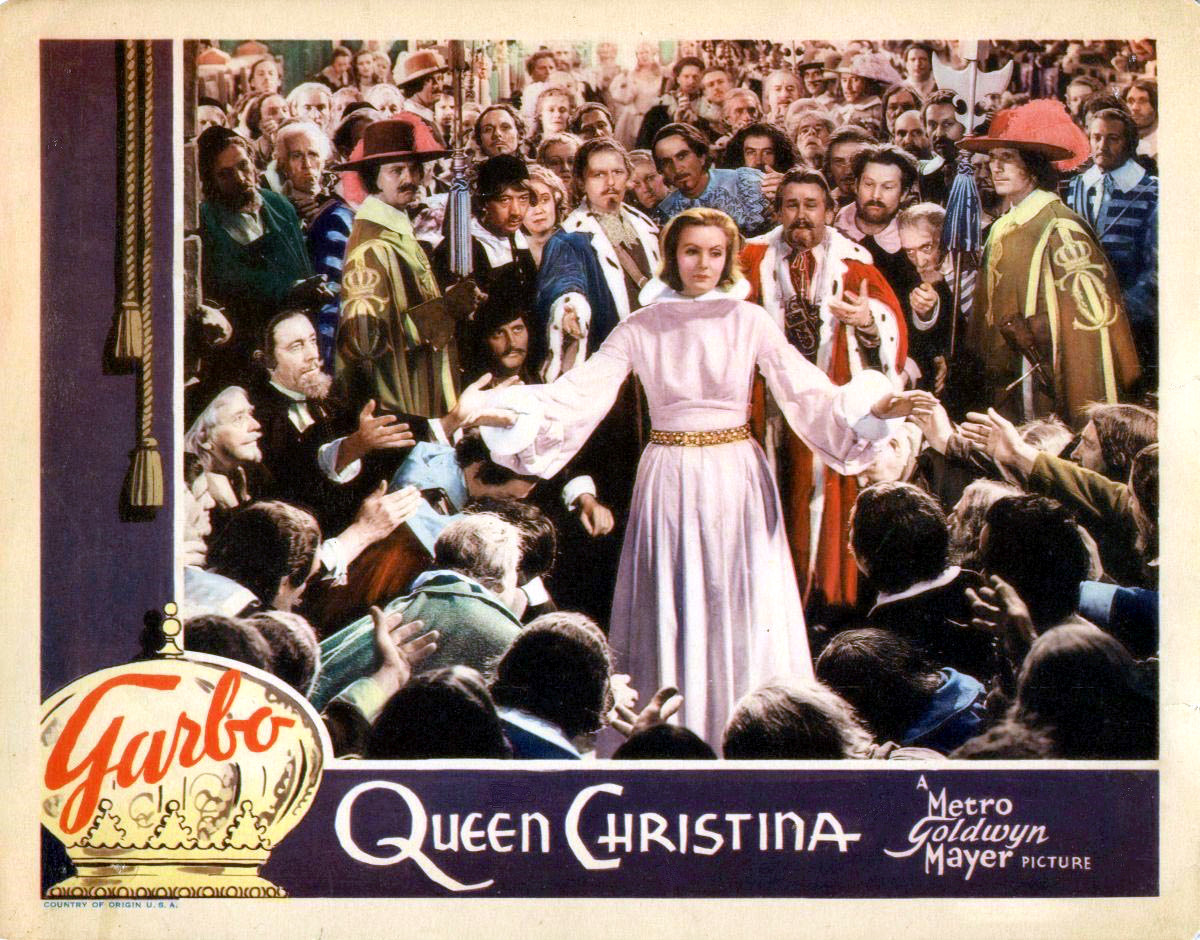
La Reine Christine (1933).

- 1920 : Monsieur et Madame Stockholm (Herr och fru Stockholm) de Ragnar Ring (court film publicitaire)
- 1921 : Promotions des magasins Konsum Stockholm (Konsum Stockholm Promo) de Ragnar Ring (court film publicitaire)
- 1921 : Le Chevalier errant (En lyckoriddare) de John W. Brunius : une servante
- 1922 : Les Yeux de l'amour (Kärlekens ögon) de John W. Brunius : figurante
- 1922 : Pierre le vagabond (Luffar-Petter) d'Erik A. Petschler : Greta
- 1924 : La Légende de Gösta Berling (Gösta Berlings saga) de Mauritz Stiller : une jeune comtesse italienne, Elizabeth Dohna
- 1925 : La Rue sans joie (Die Freudlose Gasse) de G.W.Pabst : Greta Rumfort, la fille d'un fonctionnaire
- 1926 : Le Torrent (Torrent) de Monta Bell : Leonora Moreno, jeune fermière qui devient La Brunna, une célèbre cantatrice
- 1926 : La Tentatrice (The Temptress) de Fred Niblo : Elena, une femme fatale du grand monde
- 1926 : La Chair et le Diable (Flesh and the Devil) de Clarence Brown : Felicitas
- 1927 : Anna Karénine (Love) d'Edmund Goulding : Anna Karenina
- 1928 : La Femme divine (The Divine Woman) de Victor Sjöström (dont il ne reste plus qu'une seule bobine) : Marianne
- 1928 : La Belle Ténébreuse (The Mysterious Lady) de Fred Niblo : Tania Fedorova
- 1928 : Intrigues (A Woman of Affairs) de Clarence Brown : Diana Merrick Furness
- 1929 : Terre de volupté (Wild Orchids) de Sidney Franklin : Lillie Sterling
- 1929 : A Man's Man de James Cruze : elle-même (apparition à la première d'Ombres blanches de W. S. Van Dyke[15])
- 1929 : Le Droit d'aimer (The Single Standard) de John S. Robertson : Arden Stuart Hewlett
- 1929 : Le Baiser (The Kiss) de Jacques Feyder : Irene Guarry
- 1930 : Anna Christie de Clarence Brown : Anna Christie (premier rôle où l'on entend sa voix)
- 1930 : Romance de Clarence Brown : Rita Cavallini
- 1931 : L'Inspiratrice (Inspiration) de Clarence Brown : Yvonne Valbret
- 1931 : La Courtisane (Susan Lenox (Her Fall and Rise)) de Robert Z. Leonard : Susan Lenox
- 1931 : Mata Hari de George Fitzmaurice : Mata Hari
- 1932 : Grand Hotel d'Edmund Goulding : Grusinskaya
- 1932 : Comme tu me veux (As You Desire Me) de George Fitzmaurice : Zara
- 1933 : La Reine Christine (Queen Christina) de Rouben Mamoulian : la reine Christine de Suède / le comte Dulan
- 1934 : Le Voile des illusions (The Painted Veil) de Richard Boleslawski : Katrin Koerber Fane
- 1935 : Anna Karénine (Anna Karenina) de Clarence Brown : Anna Karenina
- 1936 : Le Roman de Marguerite Gautier (Camille) de George Cukor : Marguerite Gautier
- 1937 : Marie Walewska (Conquest) de Clarence Brown : la comtesse Marie Walewska
- 1939 : Ninotchka d'Ernst Lubitsch : Nina « Ninotchka » Ivanovna Yakushova
- 1941 : La Femme aux deux visages (Two-Faced Woman) de George Cukor : Karin Borg Blake

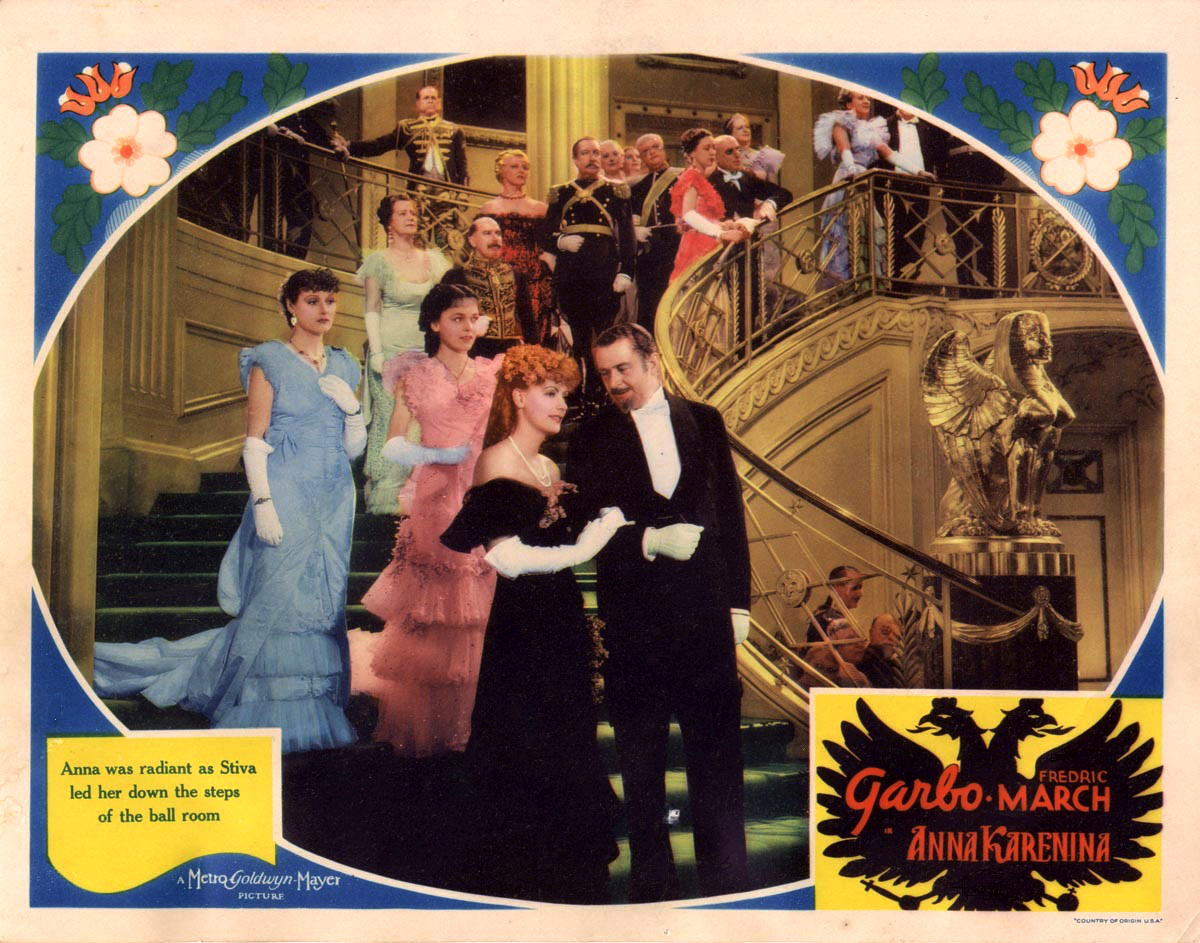
Anna Karénine (1935).
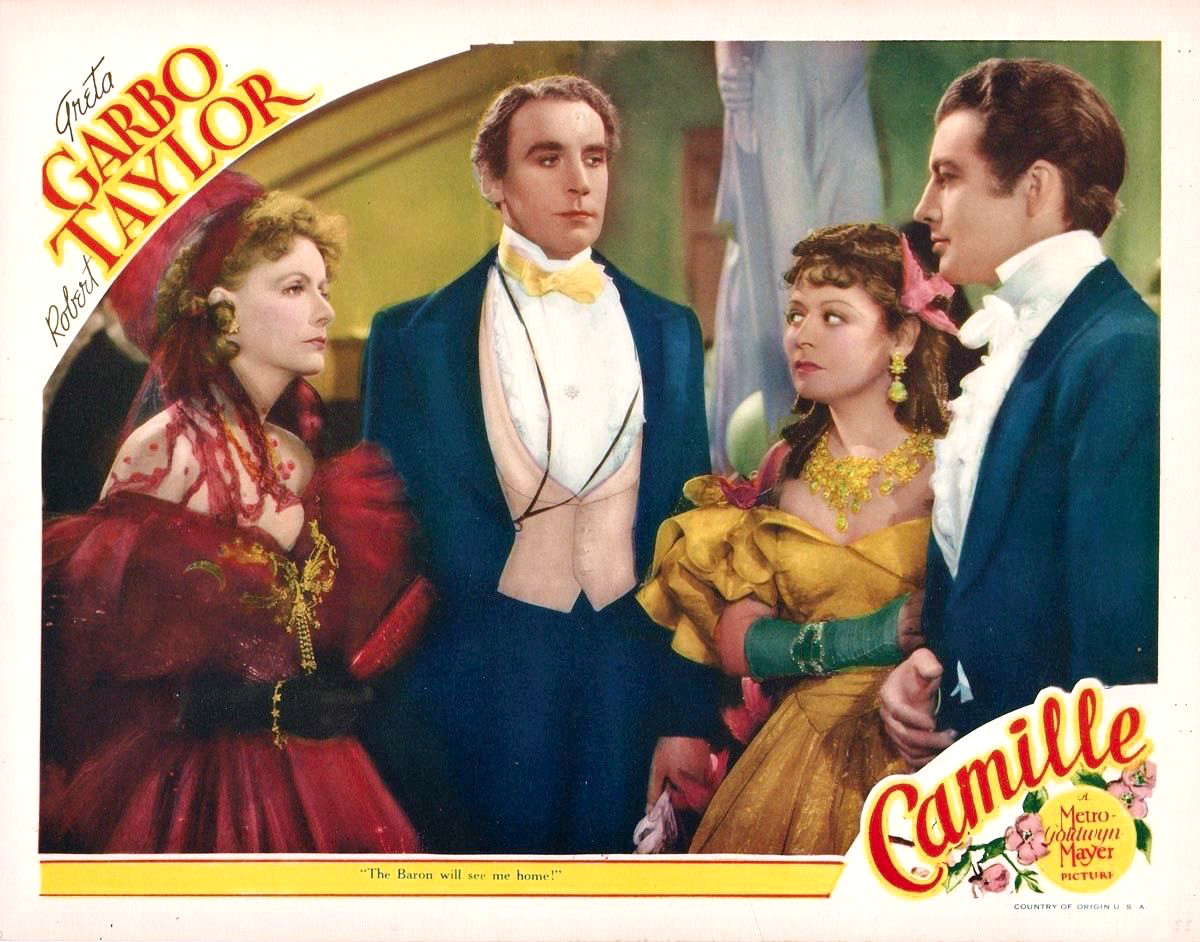
Le Roman de Marguerite Gautier (1936).
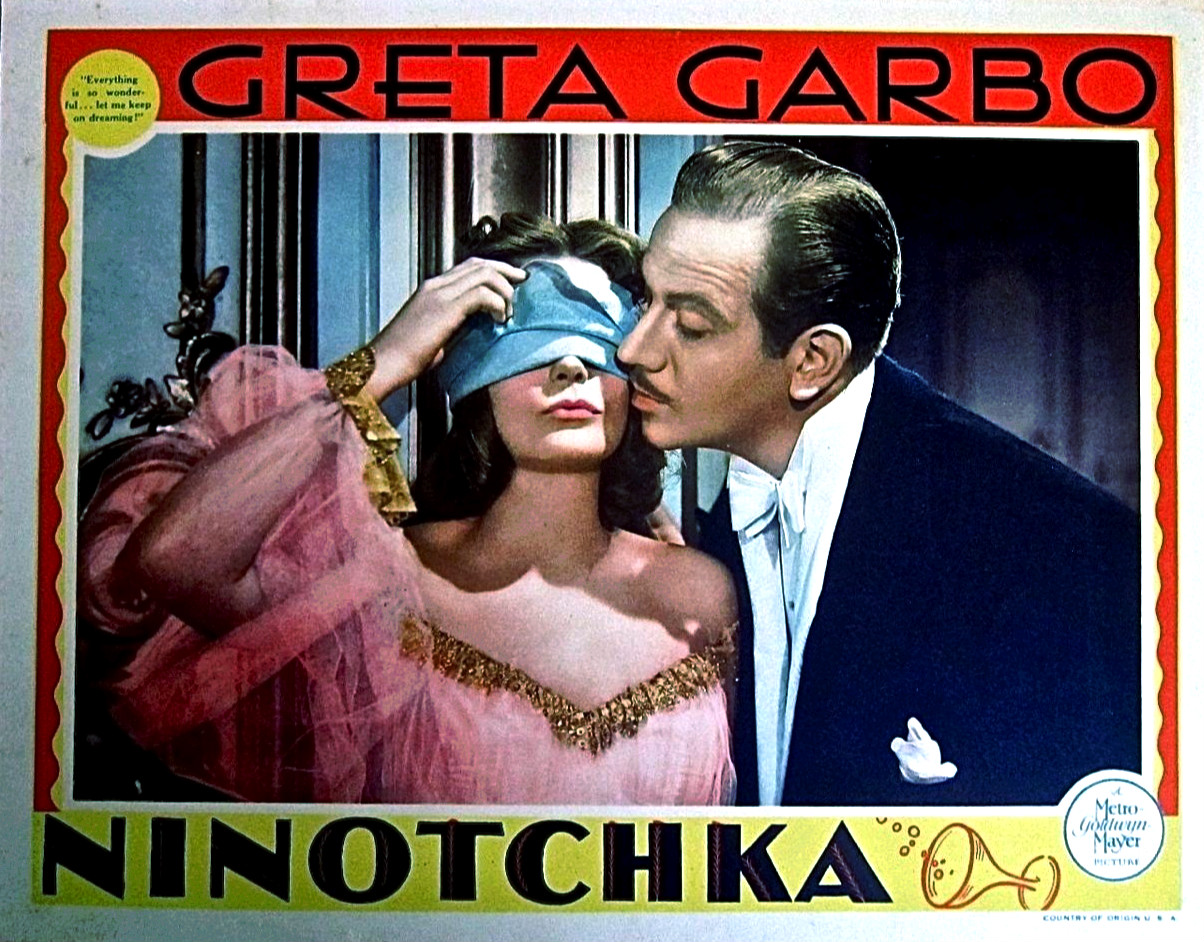
Ninotchka (1939).
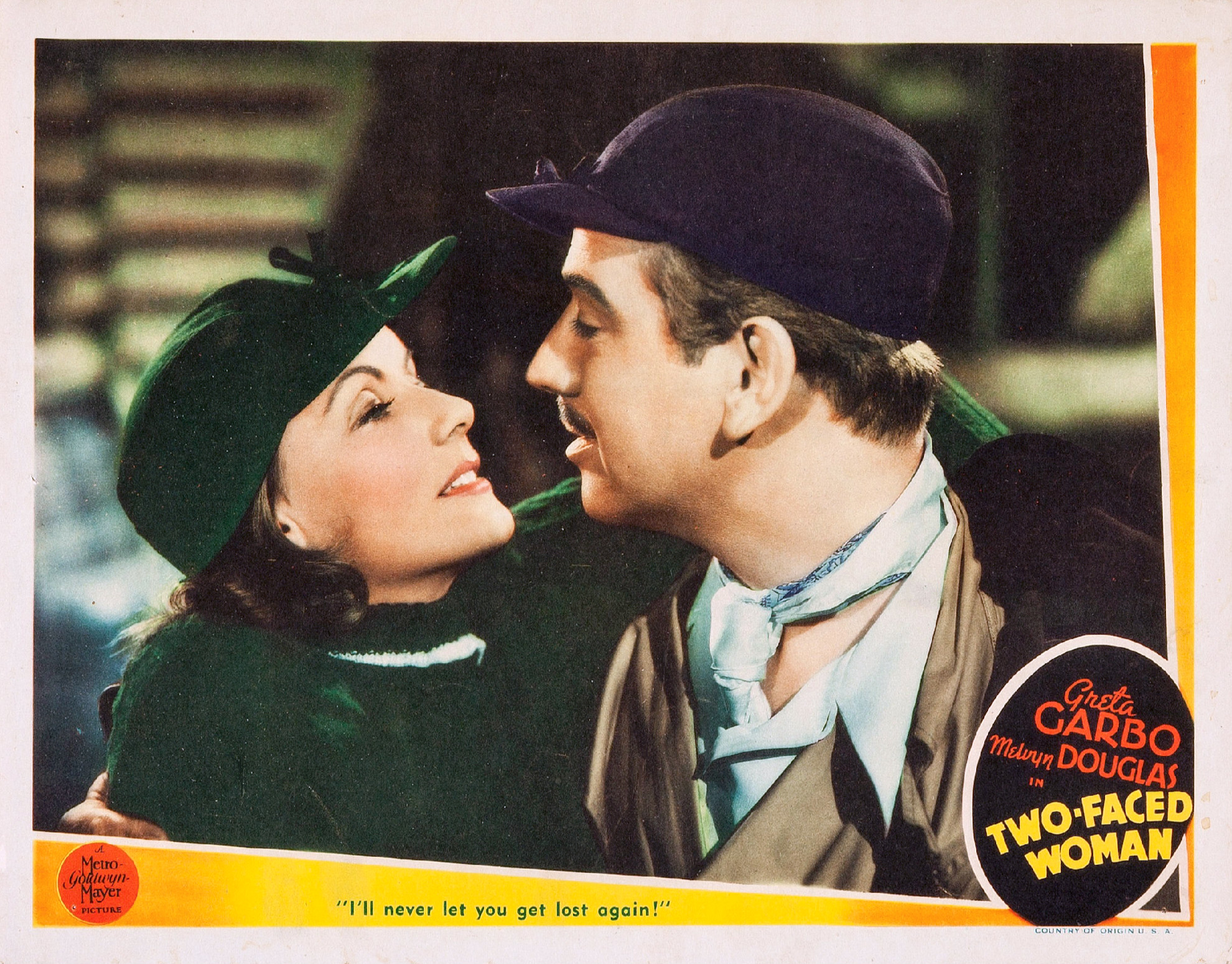
La Femme aux deux visages (1941).

## Distinctions et hommages

### Récompenses

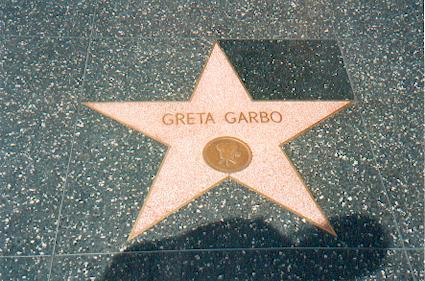
Étoile de Greta Garbo sur le Walk of Fame de Hollywood.

Greta Garbo n'a jamais gagné d'Oscar mais fut proposée pour l'Oscar de la meilleure actrice pour Anna Christie et Romance en 1930, Le Roman de Marguerite Gautier en 1937 et Ninotchka en 1939. Elle reçut en 1955 un Oscar d'honneur pour l'ensemble de sa carrière.
Une étoile lui est décernée sur le Hollywood Walk of Fame à Los Angeles, face au 6901 Hollywood Boulevard.
Greta Garbo a été listée comme la cinquième actrice dans le classement féminin des « 50 légendes du cinéma américain » (50 Greatest American Screen Legends) établie par l'American Film Institute en 1999.

### Hommages
- La Seven Stars Symphony de Charles Koechlin est dédiée à Douglas Fairbanks, Lilian Harvey, Greta Garbo, Clara Bow, Marlene Dietrich, Emil Jannings et Charles Chaplin.
- Tennessee Williams avait proposé sa pièce La Madone à Lillian Gish et à Garbo avant de la remanier sous le titre Un tramway nommé Désir.
- La chanteuse française Magali Noël interprète en 1979 C'est fini le temps des stars, chanson dans laquelle une partie de couplet est consacrée à Greta Garbo : « C'est fini le temps des stars, vous arrivez un peu tard, Greta Garbo ne sortira pas ce soir, elle reste seule à la maison cachée derrière ses lunettes noires de peur de se voir à la télévision au midnight-show [...] »
- Van Morrison livre avec l'album Magic Time la chanson Just like Greta où il salue le choix volontaire de la star de se retirer de la vie publique ; « just like Greta Garbo, I just want to be alone ».
- En 1981, Maurice Béjart met en scène le ballet Divine avec Marcia Haydée et Jorge Donn.
- Greta est une chanson hommage écrite par Laurent Boutonnat et interprétée par Mylène Farmer sur l'album Cendres de Lune paru en 1986.
- Garbo est une chanson hommage interprétée par Falco sur l'album Wiener Blut (en), paru en 1988.
- Dans Vogue, la chanteuse Madonna cite ses principales icônes du septième art : « Greta Garbo & Monroe, Dietrich & Di Maggio ». Nigel Bradford a composé en l'honneur de la Divine le thème de Walk Away. Par ailleurs, la chanteuse copie, devant l'objectif de Curtis Knapp, un des plus célèbres portraits de la Suédoise, les cheveux tirés en arrière et les mains plaquées sur sa tête.
- Greta et Garbo est une pièce de théâtre créée en 2001 et qui fut jouée au festival d'Avignon en off. À Broadway fut représenté le musical When Garbo Talks! écrit et composé par Buddy Kaye et Mort Garson, avec Jessica Burrows dans le rôle-titre, Michael Stone Forrest dans celui de Mauritz Stiller, Matthew Henerson jouant Louis B. Mayer et Christopher Carothers John Gilbert.
- Le poème Homage to Greta Garbo de John Burnside a été publié dans le numéro 17 de la London Review of Books le 2 septembre 2004. Avant lui, Paul Durcan avait écrit le poème Garbo. Francisco Umbral a publié El hijo de Greta Garbo (1977) et Thomas Ross La femme qui ressemblait à Greta Garbo.
- Stanislas Gros a scénarisé et dessiné la bande dessinée adaptée du Portrait de Dorian Gray pour Delcourt en donnant au personnage d'Oscar Wilde le visage de Garbo[n 1].
- The Garbo est un groupe de pop électronique mêlé de jazz, de musique latine, de chanson française, de reggae, fondé par Agustin Galiana, acteur espagnol.
- Le sculpteur espagnol Pablo Gargallo est l'auteur du « Masque de Greta Garbo à la mèche », exposée au Musée national centre d'art Reina Sofía de Madrid.
- En 2005, une série de timbres à l'effigie de la star est éditée en tirages limités, devenue depuis très recherchée par les collectionneurs.
- The Artist s'inspire du cinéma muet des années 1920, notamment de l'histoire d'amour entre John Gilbert et Greta Garbo. C'est Bérénice Bejo qui interprète le rôle inspiré de Garbo. Pour ce rôle Bejo remportera d'ailleurs le César de la meilleure actrice et sera nommée à l'Oscar.
- En octobre 2015, la Suède met son visage sur les billets de 100 couronnes mis en circulation.

Hommage ultime du cinéma américain à une de ses plus grandes stars : À la recherche de Garbo de Sidney Lumet, où Garbo refusa d'apparaître âgée et où elle n'est figurée que par une silhouette.

### Parodies
Garbo a été souvent parodiée, notamment par Hedy Lamarr dans Camarade X de King Vidor.

### Citations

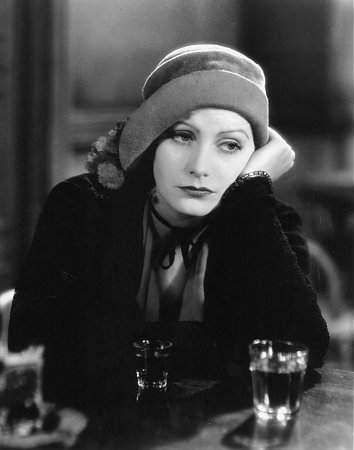
« Garbo parle ! » dans Anna Christie (1930).

« Une femme exceptionnelle et une grande actrice. »

— John Barrymore.

« Ah, Greta, si vous étiez née au XVIe siècle, vous auriez été brûlée comme sorcière. »

— Ludwig Berger.

« Garbo est tout mouvement. D'abord apparaît l'émotion et de l'émotion naît le mouvement et du mouvement jaillit le verbe. Elle est tellement parfaite que les gens disent qu'elle ne peut pas jouer. »

— Louise Brooks.

« Garbo est le type d'actrice incapable de mal jouer un rôle. Elle ne peut pas faire d'erreur. Elle était non seulement une grande vedette avec un exceptionnel pouvoir de charme. Elle possédait une intuition que personne d'autre n'a jamais possédé au cinéma. »

— Clarence Brown.

« Greta Garbo a apporté au cinéma un sens de la poésie que personne d'autre n'a jamais approché, sauf, peut être, Charles Chaplin. »

— Truman Capote<.

« Garbo avait cette qualité de caractère sans laquelle on ne peut réussir une véritable scène d'amour. Elle était plutôt froide, mais bouillait intérieurement. Vous savez qu'elle n'a peur de rien et que rien ne l'arrêtera ; elle a ce feu intérieur... »

— George Cukor.

« Tout au long des huit semaines pendant lesquelles j'ai travaillé avec Garbo, elle ne s'est pas regardée une seule fois dans un miroir, sauf quand je le lui ai demandé. Personne d'autre que le metteur en scène n'est capable d'apprécier l'importance d'un tel comportement. »

— Ernst Lubitsch.

« Son visage, sous sa crinière léonine, était d'une stupéfiante beauté, c'était le visage le plus beau, me semblait-il, que j'eusse jamais vu ; et, en effet, jusqu'à aujourd'hui je n'en ai pas rencontré de plus beau. Elle avait le front marmoréen d'une déesse endeuillée et de larges yeux pleins de ténèbres d'or. »

— Klaus Mann.

« Vous cherchez un sphinx là où il n'y a qu'une femme. »

— Robert Montgomery.

« Le visage, ce visage, qu'avait-il ce visage ? Vous pouviez y lire tous les secrets de l'âme féminine. Vous pouviez découvrir Eve, Cléopâtre, Mata Hari. Elle devenait toutes les femmes à la fois. Et ce prodige ne se produisait pas sur le plateau mais sur l'émulsion du film. Qui sait comment ? »

— Billy Wilder.